# Moussa Saïb
Moussa Saïb (en kabyle : Musa Sayb), né le 6 mars 1969 à Theniet El Had dans la wilaya de Tissemsilt, est un footballeur international algérien. Il jouait au poste de milieu de terrain.
Il compte 65 sélections en équipe nationale entre 1989 et 2001, il participe en 5 éditions de la coupe d’Afrique des nations (1990, 1992, 1996, 1998, 2000), il était capitaine de l'Algérie en CAN 98 et CAN 2000.

## Biographie

### Jeunesse
D'origine Kabyle des Ouacif, Moussa Saïb est l'aîné d'une famille de 9 enfants. Enfant timide et précoce, il commence le football dans le club de sa ville natale, à Theniet El Had. Il y signe sa première licence en catégorie de jeunes à 11 ans, où il joue durant 7 ans. 
En 1987, lorsqu'il a 18 ans, Moussa Saïb perd brutalement son père et devient le responsable de sa famille, ne se préoccupant que du football et négligeant ses études alors qu'il allait passer son baccalauréat (diplôme qu'il rate finalement). Moussa Saïb passe de 3 séances d'entraînement par semaine à 3 séances par jour.

### Révélation
Moussa Saïb se fait repérer par le club voisin, en l'occurrence la JSM Tiaret, une équipe de 1re division, avec qui il effectue une première saison remarquable en 1987-1988. La saison suivante, en 1988-1989, Moussa Saïb est appelé en Équipe Nationale d'Algérie par Kamel Lemoui pour les premiers matchs de Qualification à la coupe du monde de football 1990. Il joue son premier match international en étant titulaire face à l'équipe du Zimbabwe. Moussa Saïb n'a pas encore 20 ans.

### Vers la gloire?
Moussa Saïb gagne une nouvelle notoriété en devenant un joueur international et un élément essentiel dans l'échiquier du sélectionneur national, Kamel Lemoui. Il décide de franchir un nouveau palier en rejoignant un des plus prestigieux club algériens, la Jeunesse sportive de Kabylie. Mais la JSM Tiaret, avec qui il est encore sous contrat, refuse de le transférer, le considérant comme indispensable au club. Malgré des offres financières de la JSM Tiaret et du MC Alger, Moussa Saïb est déterminé à rejoindre son club de cœur, la JS Kabylie.  
Moussa Saïb signe finalement avec cette équipe, mais se retrouvant avec une double licence, la Fédération Algérienne de Football lui inflige une suspension de 2 ans. 
Bien qu'il appartienne à la JS Kabylie, Moussa Saïb ne peut donc jouer aucun match en club, que ce soit en championnat ou en Coupe d'Afrique. Malgré sa suspension, Moussa Saïb est tout de même régulièrement convoqué en Équipe Nationale.
En mars 1990, l'Algérie accueille la Coupe d'Afrique des Nations, et dans le cadre du rajeunissement de l'Équipe Nationale, Moussa Saïb est convoqué par Abdelhamid Kermali à la surprise générale, à la place de l'ancien meneur de jeu et no 10 de l'Équipe Nationale, en l'occurrence Lakhdar Belloumi. 
Durant ce tournoi, il joue tous les matchs en tant que titulaire. Il inscrit un but lors du 2e match contre l'Équipe B d'Égypte, et il donne une passe décisive à Chérif Oudjani pour inscrire l'unique but du match et remporter son premier trophée avec l'Équipe Nationale d'Algérie. 
Ses prestations durant la CAN lui permettent d'être amnistié, et Moussa Saïb peut poursuivre l'aventure avec la JS Kabylie qualifié en Ligue des Champions d'Afrique. Il remporte avec la JSK son premier titre de Champion d'Algérie en 1990 et remporte également quelques mois plus tard Ligue des Champions d'Afrique face aux Nkana Red Devils (Zambie). À partir de là, le nom de Moussa Saïb commence à circuler en Europe et plus particulièrement en France. L'année suivante, en 1991, Moussa Saïb gagne avec l'Équipe Nationale d'Algérie la Coupe Afro-Asiatique des Nations face à l'Équipe d'Iran, championne d'Asie en titre.
Après avoir gagné tous ces titres, Moussa Saïb décide de changer d'air. Il a en effet des contacts avec 2 clubs Tunisien, à savoir l'Espérance de Tunis et le Club Africain qui lui envoient chacun une invitation pour y effectuer des essais. 
Moussa Saïb part alors un mois à Tunis et fait des essais concluant avec les 2 clubs en question. Il repart à Tizi-Ouzou pour réfléchir sur son choix, mais le président de la JS Kabylie, Mohand Cherif Hannachi, lui dit qu'il est d'accord pour le laisser partir à l'étranger (c'est-à-dire en Europe), mais que si c'est pour rester en Afrique, alors il préfère le garder.
Faisant contre mauvaise fortune bon cœur, Moussa Saïb décide de rester encore une saison à la JS Kabylie où il gagne sa 1re Coupe d'Algérie en 1992. Son agent lui propose alors de faire des essais dans quelques club en Belgique, entre-temps l'Équipe Nationale d'Algérie faisant un stage en France ponctué de 3 matchs amicaux face à Le Mans FC, Tours FC et l'AJ Auxerre. 
Lorsqu'il dispute le 1er match à Troyes, face à l'AJ Auxerre, en tant que capitaine, Moussa Saïb "tape dans l'œil" des dirigeants d'Auxerre et plus particulièrement de Guy Roux, qui le supervise durant les 2 autres matchs. Le club bourguignon décide finalement de l'engager à la fin de ce stage pour un contrat de 4 ans.

### L'apogée de sa carrière
Lors de l'été 1992, Moussa Saïb est ainsi transféré de la JS Kabylie à l'AJ Auxerre (club qui démarre un beau parcours durant les années 1990), pour une somme dérisoire de 250 000 francs soit environ 38 000 €. Malgré le statut et la notoriété que Moussa Saïb possède en Algérie, Guy Roux l'envoie en équipe réserve de l'AJ Auxerre durant une saison afin qu'il s'adapte à sa nouvelle vie, à la façon de jouer de l'équipe, et au climat de la France, quelque peu différent de celui de l'Algérie. En toute humilité, Moussa Saïb accepte. Mais au bout de quelques mois, ne supportant plus son nouveau statut, Moussa Saïb manque de peu de claquer la porte pour repartir en Algérie. Il décide finalement de prendre son mal en patience et gagne à l'issue de la saison 1992-1993 la Coupe Gambardella avec l'équipe réserve de l'AJ Auxerre.
La saison suivante, Daniel Dutuel est parti à l'Olympique de Marseille et Guy Roux décide de faire monter Moussa Saïb en équipe A. Ce dernier devient alors un élément incontournable dans l'échiquier de Guy Roux, notamment lors de la finale de la Coupe de France où il inscrit le 1er but sur une contre-attaque qu'il mène avec Gérald Baticle. Cette victoire en coupe de France constitue son premier titre professionnel en France. Moussa Saïb joue alors pour la première fois en Coupe d'Europe des vainqueurs de coupes en 1995 où son équipe atteint les 1/4 de finale. 
En 1996, Moussa Saïb réalise à la surprise générale un exploit historique avec l'AJ Auxerre en remportant non seulement une nouvelle fois la Coupe de France, mais aussi le Championnat de France face au Paris Saint-Germain, qui partait favori en début de saison.
Ce doublé permet à Moussa Saïb de disputer la Ligue des Champions en 1997 dans un groupe où se trouvent le Grasshopper de Zurich, l'Ajax Amsterdam et les Glasgow Rangers. Moussa Saïb et l'AJ Auxerre terminent 1er de leur groupe, mais ne peuvent par la suite éviter l'élimination en 1/4 de finale face au futur vainqueur de l'épreuve, le Borussia Dortmund (0-1, 0-1).
L'entraîneur emblématique de l'AJ Auxerre Guy Roux qui a passé 40 ans à sa barre technique, a placé Saïb dans les remplaçants de son équipe de rêve de l'AJA.

### Des hauts et des bas
Étant presque en fin de contrat avec l'AJ Auxerre, à 28 ans, Moussa Saïb décide de changer de championnat. Il reçoit un premier contact avec Arsène Wenger, entraîneur d'Arsenal, avec qui il signe un pré-contrat. Il a également une offre du Valencia C.F. où avait joué un ancien international algérien dix ans avant, en l'occurrence Rabah Madjer. Moussa Saïb ayant beaucoup souffert du froid en France avec Auxerre, et le club de Valencia C.F. lui proposant un contrat de 4 ans, Moussa Saïb décide de s'y engager plutôt que partir vers Arsenal. Le montant du transfert s'élève à environ 3,5 millions d'€. 
Sous les ordres de Jorge Valdano, Moussa Saïb dispute 14 matchs avec Valence lors de la première partie de saison, aux côtés de joueurs tels que Romário, Claudio Lopez, Ariel Ortega, Gaizka Mendieta, Andoni Zubizarreta ou encore Marcelinho.
Le tournant de sa carrière coïncide avec le départ de Jorge Valdano et la venue de Claudio Ranieri. Moussa Saïb n'arrive en effet plus à s'adapter au système de jeu italien instauré par Claudio Ranieri. Ne rentrant plus dans les plans de ce dernier, Moussa Saïb décide de partir en Angleterre, dans un club londonien, à savoir Tottenham, conduit par Christian Gross. Tottenham achète le contrat de Moussa Saïb pour environ 2,6 millions d'€ et Moussa Saïb s'engage pour une durée de 4 ans. Moussa Saïb réussit à s'imposer en Premier League avec un nouveau titre en fin de saison, la Carling Cup.
L'année suivante, Tottenham perd ses 2 premiers matchs en championnat et Christian Gross se voit aussitôt remercié et remplacé par George Graham. Moussa Saïb se retrouve alors encore une nouvelle fois marginalisé et relégué sur le banc. Une blessure à ce moment-là l'écarte des terrains durant 2 mois, mais les problèmes avec Tottenham commencent en réalité dès son arrivée au club. En effet le 22 janvier 1999, lors d'un match de Qualifications à la Coupe d'Afrique des nations 2000, il est appelé en Équipe Nationale d'Algérie et Tottenham s'oppose à son départ. Moussa Saïb répond néanmoins présent à l'appel de sa sélection nationale malgré le refus de ses dirigeants, et à cette époque les joueurs professionnels ne sont pas protégés par la FIFA.

### Déclin et fin de carrière
Comme il lui reste encore deux ans de contrat à Tottenham, il a été prêté pour une durée de six mois au club saoudien d'Al Nasr Riyad pour jouer la Coupe du monde des clubs qui se déroule pour la première fois au Brésil. Durant ce tournoi, Moussa Saïb s'illustre de nouveau, contre le Real Madrid notamment. Il inscrit également un but contre le Raja Casablanca, ce qui lui vaut un retour en France, dans son ancien club (l'AJA), pour la deuxième moitié de saison 2000-2001.
Après ses passages à l'AS Monaco et au Dubaï SC, Moussa Saïb décide de finir sa carrière à la JS Kabylie en tant qu'entraîneur-joueur bien qu'il soit sous les ordres d'Azzedine Ait Djoudi.
Moussa Saïb finit sa carrière sur un nouveau titre de Championnat d'Algérie avec une distinction de meilleur joueur de la saison. Il reçoit en effet le Ballon d'Or Algérien du journal Le Buteur.
Il tire sa révérence le 20 mai 2004 lors de l'avant-dernier match de la JS Kabylie face à l'US Chaouia qu'il gagne par 3 buts à 0. Il est remplacé à la 83e minute par Mohand Larbi. Juste avant il se rend sur le rond central du terrain pour une ovation debout du public venu en masse pour observer et applaudir une dernière fois l'un des meilleurs meneurs de jeu d'Algérie. C'est avec les larmes aux yeux qu'il remet le brassard de capitaine à son coéquipier Karim Doudène et se dirige vers la sortie du terrain.

### Reconversion en entraîneur
Moussa Saïb revient sur les terrains 3 ans après avoir mis un terme à sa riche carrière de joueur, mais cette fois-ci en tant qu'entraîneur. Il dirige tout d'abord l'Olympique Noisy-le-Sec. Puis en 2008 il prend les commandes de la JS Kabylie, avec qui il obtient un 14e titre de champion avec une équipe jeune. Mais à la suite du refus du président Mohand Cherif Hannachi de renforcer l'équipe avec une liste de 10 joueurs que Moussa Saib souhaite avoir dans son effectif en vue de faire un bon parcours en Ligue des champions de la CAF, il est découragé par son effectif qui s’amoindrit avec le départ de Nabil Hemani, Sofiane Harkat, Sid Ahmed Kheddis et Barry Demba. À la suite de certaines pressions exercées sur lui, du comportement de certains supporteurs dans les stades, de ses propres joueurs et des dirigeants de la JS Kabylie, il finit par jeter l'éponge fin juillet 2008.
L'année suivante, il part brièvement en Arabie saoudite pour entraîner durant 2 mois un club promu en D1, en l'occurrence Al Watani. En 2009 il revient en Algérie pour prendre sans succès les commandes de l'ASO Chlef. Il jette vite l'éponge à cause de l'attitude hostile des supporters Chélifis. Il devient alors consultant pour la chaîne sportive Canal+ Maghreb.
L'année suivante en décembre 2010, le président de l'ES Sétif Abdelhakim Serrar le sollicite pour entraîner son club, mais n'ayant eu qu'un seul contact téléphonique, Moussa Saïb met fin aux rumeurs qui l'annonçaient déjà comme entraîneur de l'ES Sétif. Avec la réforme du championnat algérien qui est passé au professionnalisme et bien qu'il aurait pu obtenir une dérogation en tant qu'ancien joueur international, il décide de passer ses diplômes d'entraîneur à Aïn Benian.

## Palmarès

### En club
- Vainqueur de la Coupe des clubs champions africains en 1990 avec la JS Kabylie
- Champion d'Algérie en 1990 et en 2004 avec la JS Kabylie
- Champion de France en 1996 avec l'AJ Auxerre
- Vainqueur de la Coupe d'Algérie en 1992 avec la JS Kabylie
- Vainqueur de la Coupe de France en 1994 et en 1996 avec l'AJ Auxerre et en 2002 avec le FC Lorient
- Vainqueur de la League Cup en 1999 avec Tottenham
- Vainqueur de la Supercoupe d'Algérie en 1992 avec la JS Kabylie
- Vainqueur de la Coupe Gambardella en 1993 avec l'AJ Auxerre
- Finaliste de la Coupe d'Algérie en 1991 et en 2004 avec la JS Kabylie
- Finaliste de la Coupe Arabe des Vainqueurs de Coupe en 2000 avec Al Nasr Riyad
- Finaliste de la Coupe de la Ligue en 2002 avec le FC Lorient
- Participation à la Coupe du Monde des Clubs 2000 avec Al Nasr Riyad
- Vainqueur de la Coupe Méridien - Sélection Afrique 2-1 Sélection Europe 1997

### En Équipe d'Algérie
- 65 sélections et 6 buts entre 1989 et 2001
- Vainqueur de la Coupe d'Afrique des Nations en 1990
- Vainqueur de la Coupe Afro-asiatique des Nations en 1991
- Participation à la Coupe d'Afrique des Nations en 1990 (Vainqueur), 1992 (Premier Tour), 1996 (1/4 de finaliste), 1998 (Premier Tour) et en 2000 (1/4 de finaliste)

### Distinctions individuelles
- Élu DZFoot d'or en 2003[5].
- Élu Ballon d'Or Algérien en 2004[6].
- Meilleurs passeurs du championnat de France en 1995-1996[7].
- El Heddaf-Le Buteur  Prix d’honneur pour l’ensemble d’une carrière 2018[8],[9].

### Palmarès d'entraîneur
- Champion d'Algérie en 2008 avec la JS Kabylie.